# Браніште (Подарі, Долж)
Браніште (рум. Braniște) — село у повіті Долж в Румунії. Входить до складу комуни Подарі.
Село розташоване на відстані 184 км на захід від Бухареста, 6 км на південь від Крайови.

## Населення
За даними перепису населення 2002 року у селі проживали 814 осіб.
Національний склад населення села:
| Національність | Кількість осіб | Відсоток |
| -------------- | -------------- | -------- |
| румуни         | 681            | 83,7%    |
| цигани         | 130            | 16,0%    |

Рідною мовою назвали:
| Мова      | Кількість осіб | Відсоток |
| --------- | -------------- | -------- |
| румунська | 681            | 83,7%    |
| циганська | 130            | 16,0%    |